# Kältewelle in Westeuropa 1947
Die Kältewelle in Westeuropa im Januar 1947 traf zunächst Deutschland, die Benelux-Staaten, Frankreich und angrenzende Gebiete.
Ab dem 21. Januar 1947 traf die Kältewelle auch die Britischen Inseln.
Der Hungerwinter 1946/47 gilt als einer der kältesten Winter in Deutschland seit Jahrzehnten (Liste hier) und als strengster Winter des 20. Jahrhunderts im Nordseeraum.